# Assassin's Creed (trò chơi điện tử)
Assassin's Creed là một trò chơi điện tử hành động - phiêu lưu lén lút được phát triển bởi Ubisoft Montreal và xuất bản bởi Ubisoft. Đây là phần đầu tiên trong dòng trò chơi Assassin's Creed. Trò chơi phát hành lần đầu trên Xbox 360, sau đó trên Play Station 3 vào tháng 11 năm 2007, trong khi đó bản dành cho Windows ra mắt tháng 4 năm 2008.
Cốt truyện đặt trong một chuỗi lịch sử hư cấu xen lẫn các sự kiện có thực, tập trung vào cuộc chiến hàng thế kỉ trước giữa các Assassin (Sát thủ), những người đấu tranh cho hoà bình và tự do, với các Templar (Hiệp sĩ dòng Đền), những kẻ mong muốn hoà bình có được qua thống trị. Trò chơi lấy bối cảnh cuộc Thập tự chinh thứ ba tại vùng Đất Thánh năm 1191, xoay quanh tổ chức The Secret Order of Assassins (tạm dịch: Hội Sát thủ Bí mật), dựa trên các Hashashin có thực. Người chơi vào vai một người đàn ông thời hiện đại tên là Desmond Miles. Bằng việc sử dụng cỗ máy "Animus", Miles có thể xem và kiểm soát ký ức của tổ tiên của mình là Altaïr Ibn-La'Ahad, một sát thủ.
Thông qua Animus, người chơi dần khám phá ra một cuộc chiến giữa hai phe, Sát thủ và Hiệp sĩ dòng Đền, nhằm tranh giành cổ vật "Piece of Eden" (tạm dịch: Mảnh ghép Địa Đàng) có khả năng kiểm soát tâm trí. Trò chơi nhận được phần lớn đánh giá tích cực và giành nhiều giải thưởng tại hội chợ E3 năm 2006. Phần tiếp theo, Assassin's Creed II, đã được ra mắt vào tháng 11 năm 2009. Kể từ sau thành công của Assassin's Creed II, các phiên bản tiếp theo đã được phát hành hàng năm, mang đến nhiều nhân vật sát thủ và thời điểm lịch sử khác nhau.

## Tóm tắt

### Cốt truyện
Vào năm 2012, Desmond Miles, một nhân viên pha chế rượt bị bắt cóc bởi các đặc vụ của Abstergo Industries, tập đoàn dược phẩm lớn nhất thế giới và đưa về trụ sở chính của họ ở Roma, Ý. Dưới sự giám sát của Tiến sĩ Warren Vidic và trợ lý Lucy Stillman, Desmond buộc phải sử dụng một cỗ máy tên là Animus, cỗ máy có thể dịch ký ức di truyền của tổ tiên người dùng và mô phỏng lại. Vidic hướng dẫn Desmond hồi tưởng lại những năm đầu của Altaïr Ibn-La'Ahad, một thành viên cấp cao của Hội Sát thủ trong cuộc Thập tự chinh thứ ba .
Năm 1191, Altaïr và hai sát thủ - anh em Malik và Kadar Al-Sayf  được cử đến Đền thờ của Solomon để lấy một cổ vật được gọi là "Apple of Eden" (Quả táo Địa đàng) từ kẻ thù truyền kiếp của Hội Sát thủ, Hiệp sĩ dòng Đền. Vì kiêu ngạo, Altaïr thực hiện nhiệm vụ dẫn đến cái chết của Kadar; tuy nhiên, Malik có thể lấy được quả Apple trước khi trốn thoát. Mặc dù Altaïr sau đó đã chuộc lỗi một phần bằng cách chống lại cuộc tấn công của Hiệp sĩ dòng Đền vào căn cứ Masyaf của Hội Sát thủ, thủ lĩnh và cấp trên của anh là Al Mualim đã giáng chức và ra lệnh cho anh ám sát chín cá nhân để lấy lại vị trí và danh dự trước đó:
- Tamir, một tay buôn vũ khí ở Damascus bán vũ khí cho cả quân Thập tự chinh và quân Saracens.
- Garnier de Nablus, là một bác sĩ nhưng lại tiến hành các thí nghiệm vô nhân đạo trên các bệnh nhân tại bệnh viện của ông ở Acre .
- Talal, thủ lĩnh của một nhóm buôn bán nô lệ ở Jerusalem .
- Abu'l Nuquod, một thương nhân giàu có ở Damascus và tài trợ tiền cho chiến tranh.
- William V, Hầu tước Montferrat, người đứng đầu thành Acre.
- Majd Addin, một bạo chúa cai trị Jerusalem bằng nỗi sợ hãi qua các vụ hành quyết công khai.
- Master Sibrand, thủ lĩnh của Teutonic, người có kế hoạch phản bội quân Thập tự chinh bằng cách phong tỏa các cảng ở Acre.
- Jubair al Hakim, một học giả lợi dụng chức vụ của mình để tịch thu và tiêu hủy toàn bộ tri thức ở Damascus.
- Robert de Sablé, thủ lĩnh của các Hiệp sĩ, người đã lợi dụng cuộc Thập tự chinh để tiếp tục các mục tiêu tư tưởng của Hội.

Khi Altaïr loại bỏ từng mục tiêu, anh phát hiện ra cả chín người đều là Hiệp sĩ dòng Đền có âm mưu lấy lại Quả táo, là di tích của một nền văn minh bị lãng quên từ lâu được cho là sở hữu sức mạnh giống như thần thánh. Bản thân Altaïr cũng đặt câu hỏi về bản chất mệnh lệnh của Al Mualim trong khi dần dần trở nên khiêm tốn và khôn ngoan hơn so với Malik. Trong nỗ lực ám sát Robert, Altaïr bị lừa bởi một Hiệp sĩ tên là Maria Thorpe. Maria tiết lộ rằng Robert đã đoán trước rằng Sát thủ sẽ truy đuổi anh ta và đi đàm phán về một liên minh giữa Thập tự chinh và Saracens để chống lại họ.
Tha mạng cho Maria, Altaïr đối mặt với Robert trong trại của Vua Richard I và vạch trần tội ác của hắn. Không biết nên tin ai, Richard đề nghị một cuộc đấu tay đôi để xác định sự thật, nhận xét rằng Chúa sẽ quyết định kẻ chiến thắng. Sau khi Altaïr hạ gục Robert, Robert đã nói rằng Al Mualim là kẻ chủ mưu cuối cùng, đã phản bội cả Sát thủ và Hiệp sĩ để chiếm lấy Quả táo. Altaïr quay trở lại Masyaf, nơi Al Mualim đã sử dụng Quả táo để mê hoặc người dân, như một phần trong kế hoạch chấm dứt cuộc Thập tự chinh và mọi xung đột trên thế giới bằng cách áp đặt trật tự bằng vũ lực. Với sự giúp đỡ của Malik và một số Sát thủ được cử đến để hỗ trợ, Altaïr xông vào tòa thành và đối mặt với Al Mualim trong khu vườn, chống lại sức mạnh của Quả táo và giết chết thủ lĩnh của mình. Sau đó, Altaïr cố gắng phá Quả táo nhưng thay vào đó lại mở ra một bản đồ hiển thị vị trí của vô số Mảnh ghép Địa đàng khác trên khắp thế giới.
Quay trở về hiện tại, nhóm Sát thủ tiến hành một cuộc tấn công bất thành vào cơ sở Abstergo để giải cứu Desmond. Sau khi hoàn thành ký ức của Altaïr, Vidic tiết lộ với Desmond rằng Abstergo là bình phong cho các Hiệp sĩ dòng Đền thời hiện đại, đang tìm kiếm những Mảnh ghép Địa đàng còn lại. Khi Desmond không còn hữu ích, cấp trên của Vidic ra lệnh giết anh ta, nhưng Lucy, thân phận thật là một Sát thủ trà trộn vào Abstergo, thuyết phục họ giữ anh ta sống để thử nghiệm thêm. Desmond bị bỏ lại một mình trong phòng, nơi anh phát hiện ra những bức vẽ kỳ lạ mô tả một sự kiện thảm khốc sắp xảy ra .

## Lối chơi
Assassin's Creed là một trò chơi điện tử hành động - phiêu lưu trong đó người chơi vào vai Altaïr Ibn-La'Ahad, được tái hiện thông qua nhân vật Desmond Miles. Mục đích của trò chơi là thực hiện các cuộc hành thích được giao bởi Al Mualim, lãnh đạo của hội Sát thủ. Để đạt được mục đích, người chơi phải đi từ trụ sở đầu não của Hội, băng qua một phần của vùng Đất Thánh được gọi là Kingdom (Vương quốc), tới một trong ba thành phố - Jerusalem, Acre hoặc Damascus - để tìm người của Hội tại đó. Người này sẽ cung cấp nơi ẩn náu và thông tin về mục tiêu, đồng thời yêu cầu người chơi thực hiện một số nhiệm vụ khác bao gồm nghe lén, tra hỏi, móc túi và một vài việc cho người cấp tin cũng như các bằng hữu sát thủ. Người chơi có thể tham gia vào các hoạt động ngoài lề khác trong môi trường thế giới mở này bao gồm trèo tháp cao để định vị thành phố, giải cứu người dân bị đe doạ hoặc quấy rối bởi quân lính. Có nhiều yêu cầu ngoài lề nhưng không ảnh hưởng đến cốt truyện, chẳng hạn như giết các thành viên của Hiệp sĩ dòng Đền hay thu thập những lá cờ. Sau khi hoàn thành mỗi vụ hành thích, người chơi sẽ quay trở lại trụ sở của Hội để nhận vũ khí tân tiến hơn và mục tiêu mới. Người chơi có thể tùy chọn thứ tự hành thích đối với một số mục tiêu.